# 王卫平 (医生)
王卫平（1951年11月—），浙江余姚县（今宁波余姚市）人，中国儿科医学专家，曾任复旦大学常务副校长兼医学院院长。

## 简介
王1978年毕业于白求恩医科大学（今吉林大学白求恩医学院）医疗系。毕业后，留校就职于附属第一临床医院儿科。1982年，获医学硕士学位。1988年，获得上海医科大学（今复旦大学医学部）医学博士学位。博士毕业后留校，就职于上海医科大学儿科医院。
1986年-1987年，在意大利帕维亚大学医学院儿科访问进修。1990年-1992年，在美国纽约州立大学医学院附属儿童医院从事博士后研究。曾任纽约州立大学医学院附属儿童医院助理教授，从事儿科研究。1996年，赴以色列进修，学习医院管理和公共卫生事业管理。 
曾担任上海医科大学常务副校长。院校合并后，于2000年4月出任复旦大学副校长，并兼任复旦大学医学院（原上海医科大学，现为复旦大学上海医学院）院长。2005年6月，出任复旦大学常务副校长。
学术兼职有：中华儿科学会委员，中华医学会理事，上海市营养学会理事，中华儿科学会儿童保健专业学组副组长等。